# Labrundinia pilosella
Labrundinia pilosella är en tvåvingeart som först beskrevs av Friedrich Hermann Loew 1866.  Labrundinia pilosella ingår i släktet Labrundinia och familjen fjädermyggor. Inga underarter finns listade i Catalogue of Life.